# Revati

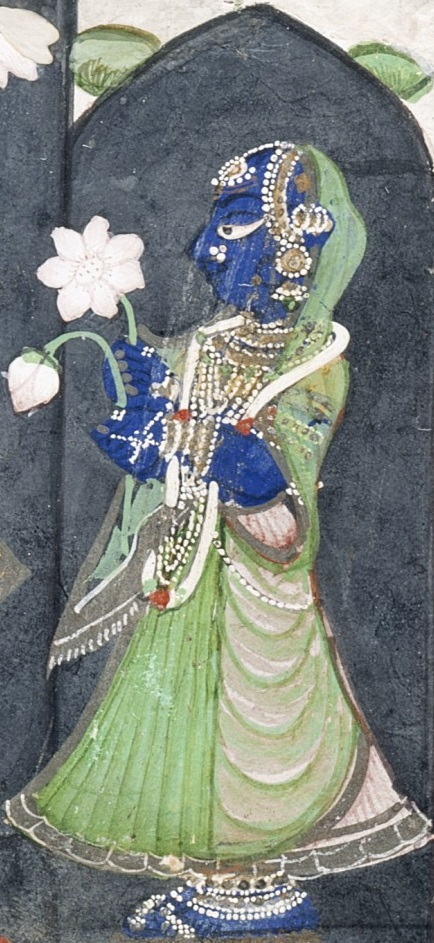
Revati.

Revati är en gudinna inom hinduismen. 
Hon vördas som överflödets gudinna. Hon beskrivs som dotter till Kakudmo, gift med Balarama och svägerska till Krishna. 